# أحمد أبو خطوة
أحمد أبو خطوة (1268 - 1324 هـ / 1852 - 1906 م) هو فقيه أصولي، من أهل مصر.
هو أحمد بن أحمد بن محمد بن حب الله بن عيسى بن مدكور بن أبي خطوة. ولد في بلدة كفر ربيع من أعمال المنوفية بمصر، وتخرج في الأزهر، جُعل مفتيا لديوان الأوقاف وانتدب للمحكمة العليا. توفي في شوال سنة 1324 هـ.